# 스페인의 경제
스페인의 경제는 2016년 기준 세계 14위의 규모이며, 유럽 내에서는 독일, 영국, 프랑스, 이탈리아, 러시아에 이은 6위이다. 관광업의 번성과 외국계 투자의 증대로 스페인 경제는 1980년대부터 괄목할만한 성장을 거두기 시작했다. 하지만 프란시스코 프랑코의 독재 정치를 거쳐 유럽 국가로는 아주 늦게 발돋움한 경우에 속한다.

## 근대화
1960년대 프랑코 독재주의는 스페인 내부의 경제구조 개혁을 위해 규제 철폐에 나서기 시작한다. 그러나 이것은 파시즘에 입각한 경제 정책에 불과하다는 지적을 받기도 하는데 이와 함께 관광 분야의 인프라 구축이 점진적으로 이뤄졌다. 관광 상품 개발과 규제 완화에 따라 "스페인의 기적"이 시작되기 시작한다.
독재자 프랑코의 죽음으로 군주제가 시작되면서 국가의 민간 경제 개입이 시작된다. 빵이나 설탕 같은 생필품 가격은 정부의 고시로 고정됐으며 대기업들은 전화, 담배, 석유에 이르는 모든 분야의 공산품, 제품 분야를 관할하고 거래권을 과점했다. 일반 가게들도 개점과 폐점 시간을 반드시 정해놔야 했으며 이러한 관행은 독일에서도 행해졌다. 이자율도 고정되었는데 이는 1973년 석유 파동을 겪으면서 더욱 강력해졌다. 이러한 경제적인 변혁기, 위험 요소를 겪으면서 경제적 근대화 필요성은 더욱 증대됐다.
유럽 공동체 가입을 위해 근대화 과정의 일환으로 경제 개방, 산업시설 구축, 경제관련 입법 수정 등이 이뤄졌다. 사실 유럽 연합의 지역 개발 기금(European Regional Development Fund)를 통해 스페인 경제는 수많은 인프라 구축에 도움을 받는다. GDP와 민간부채 감축으로 실직률은 23%에서 10% 수준으로 낮춰졌으며 인플레이션 수준은 3% 이하로 떨어져 위험요소가 줄어들었다.

## 1992년 위기와 1990년대
1980년대 후반 경제 발달이 계속된 호조세를 띠던 중 검은 월요일 사건으로 1980년대 말 경기 침체기가 몰아닥친다. 당시 스페인은 1992년 바르셀로나 올림픽을 준비하느라 모든 역량을 건설 및 스포츠관련 투자에 집중하고 있었다. 경제적인 타격으로 스페인 경제도 주춤세를 보인 것은 당연지사였지만, 호세 마리아 아스나르 정권이 시작되면서 소비자태도지수가 회복세로 돌아서는 한편 개인 민간 소비가 증진됐다. 2006년 10월 실직률은 7.6%선이었으며 이는 1980년대부터 상당한 진전을 의미함과 동시에 독일과 프랑스보다도 더 낮은 수치였다. 뿐만 아니라 페세타화 가치가 1990년대 절하되면서 스페인산 제품의 경쟁력이 더욱 높아졌다.
1999년 스페인은 유로화를 수용하기로 결정하면서 타 유럽국가 중 가장 적극적으로 이에 앞장선다. 2002년 1월 1일부로 페세타화를 대체함으로써 스페인 경제에 하나의 이정표가 생긴다. 15개국과 함께 시작된 유로화 도입으로 유로존에 편입된 스페인의 경제적 근대화는 더욱 가속화된다. 유로화의 통합과 더불어 수출에 더욱 호재가 발생되기도 한다.
스페인 경제는 지속적인 성장으로 프랑스, 이탈리아, 독일 등의 유럽 연합 국가들처럼 0% 성장세가 아닌 호황국면을 지속했다. 1990년대 말부터 21세기 가장 초반부까지 아스나르 전 총리가 국가의 경제 개입을 줄이는 한편 계속적으로 자유주의적 경제 구조로 규제 철폐를 단행한 결과 1995년 스페인은 OECD 국가로서 매년 성장률 3%를 웃돌며 2008년 현재까지 경이적인 경제 발전을 이어가고 있다..
이러한 발전을 계기로 스페인의 경제 수준은 타 유럽국가와 거의 동등한 수준으로 올라섰다. 가장 역동적인 유럽내 경제국으로서 일부에서는 국내외 투자 규모 증가를 통해 스페인 경제가 규모가 훨씬 큰 프랑스나 독일 경제보다 더 폭넓은 역량을 발휘할 것으로 전망하기도 했다.

## 2000년대
2004년 총선 이후 호세 루이스 로드리게스 사파테로가 당선되면서 당선 직후 초창기에는 성장세가 지속된다. 그러나 이후로 스페인 경제의 고질적인 문제가 노출되기 시작한다. 파이낸셜 타임스에 따르면 이는 스페인의 무역 수지 적자가 세계 최고 수준이기 때문이다. 경쟁력 상실로 계속된 경제적 압박이 거세질 수 있기 때문이다.
로드리게스 총리의 입성 2분기가 시작된 이래 미국의 모기지론 파동으로 유동 자산 위기가 스페인에도 나타나고 있다. 미국 내 신용 규제가 2007년 2분기 세계 경제의 이슈로 떠오르면서 다른 서방 국가 경제에도 적잖은 영향을 끼치고 있는 현상에 따른 것이다. 더군다나 스페인 내 대도시의 부동산 거품 현상으로 지금까지의 성장세가 가능했다는 평이 나오면서 이러한 우려는 더욱 높아지고 있다.
현재 주거용 건축 시장은 2007년에 비해 절반 수준이며 일부 지역에서는 거의 정지 상황에 있기도 하다. 반면에 자원비축량이 줄어들면서 화석연료 수입에 열을 내야하는 스페인의 입장에서 연일 기록적인 수준으로 치솟는 석유가에 따라 인플레이션 발생률이 더욱 가중되고 있다. 스페인에서 석유가는 가솔린과 디젤의 경우 2007년 1월에 비해서 17%, 6월치에는 20% 상한가였다.
2008년 1/4분기 스페인 경제는 1995년 3/4분기보다도 성장률이 둔화돼 1992년 경제 침체기 이후 최저치를 기록했다. 이에 따라 이웃국가들에 비교해서도 10년 만에 최초로 성장률 열위를 점했다. 일각에서는 스페인 경제가 다른 유럽 거대경제와 발맞춰가던 것에서 벗어나기 시작함에 따라 경제 성장이 갈수록 어려워지고 있다고 보고 있다.
따라서 4월에 발표한 스페인 정부 측의 2008년도 성장예측치는 2.3%이지만 현 수준이 지속된다면 이 수치에 미치지 못하거나 추후 성장률은 더욱 악화될 것으로 보인다.. 실제로 7월 정부는 성장치를 1.6%로 낮췄다. 한편 대부분의 경제학자들은 올 스페인의 성장률이 0.8%에 그칠 것으로 보고 있다.
2008년 6월부터 인플레이션 수치는 13년 만에 최고치인 5.00%에 이르렀으며 2/4분기의 GDP성장률은 경제부 장관인 페드로의 설명에 따라 0.1% or 0.2%에 그쳤다. 이런 수치에도 그는 스페인 경제가 스태그플레이션에 처할 것인지에 대해서는 미지수라며 잘라 말했다.
유럽위원회는 스페인이 2008년 말부터 침체기에 들어설 것으로 내다봤다. 스페인 경제부 장관은 "반세기만에 가장 심각한 경제 위기에 처할 것"이라면서 2009년 실직률이 16%에 이를 것으로 전망했다.

## 2010년 유럽 국가부채위기
2010년이 시작된 1월 초반부에 유럽연합 국가들의 국가 부채 폭증에 관한 우려가 커지면서 유로존의 건실성에 대한 우려가 아일랜드와 그리스, 포르투갈로 퍼지고 이에 대한 여파는 이탈리아와 스페인에도 미쳤다.
급증하는 공공부채가 세입 급감으로 야기되면서 이를 통제하는 한편 적극적인 긴축 정책과 증세 정책을 펴야한다는 주장이 있던 가운데 독일 경제 정책가들은 긴급 구제정책이 그리스와 같은 유럽 연합 공조의 수혜국에 강력한 제제를 취하는 것을 대안으로 삼아야 한다고 주장했다. 스페인 정부가 최근 몇년간 국가 재정이 흑자였다고 발표하기는 했다.
2010년 초반부에 스페인의 공공 부채는 영국과 프랑스, 독일에 비해 GDP를 고려한다면 그 비율이 낮았다. 그러나 비평가들은 스페인의 회복세가 결코 강한 것이 아니며 공공부채는 언제든지 부풀어 오를 수 있다고 주장했다. 이러한 근거는 지방 은행들의 기반이 탄탄하지 못하여 금융 구제책이 절실한데다 성장 전망치가 급격히 낮아지면서 이에 따른 세입 감소는 중앙 정부의 지원 감소로 연결될 것이 자명하다는 데 있었다. 1975년 이후로 발전되어 온 연방 정부와 지방 정부간의 책임 공유 구조는 실상 지방 정부의 자율적인 정책을 시행함과 동시에 지방 정부의 견실함이 바탕이 되어야 가능한 정책이다. 연방정부 스스로는 지방 정부의 여론과 직결되는 예산 감축을 국민들의 반대를 무릎쓰고 시행하려 하기 어렵다는 난관에 봉착했다.
2010년 5월 23일 연방 정부는 긴축 정책을 발표하면서 1월에 선언했던 일련의 재정 정책의 변화를 통합 시행하겠다고 발표했다.
계속되는 경기 악화로 인해 2017년 현재 대한민국에게 총 GDP 및 1인당 GDP 모두 뒤쳐진 상태이다.

## 실업률
고용 문제는 스페인 경제에 있어 오랜 약점으로 꼽혔으며 1990년대 중반부에 많은 향상이 이뤄졌고 2000년대에도 긍정적인 현상이 이러나 거의 완벽한 취업율을 기록하게 되었다. 그러나 2008년 10월부터 급격한 경기 침체가 일어나면서 1996년의 수준으로 실업율이 급증한다. 2007년 10월에서 이듬해 동월에 이르기까지 실업률이 37%에 육박하면서 1993년과 같은 과거 경제 위기의 실업률 수준과 동일할 정도로까지 치솟았다. 특별히 2008년 10월에는 기록된 바 없는 최악의 실업률 폭등 사태가 일어났고, 지금까지 유럽에서 가장 높은 실직률로 시름이 깊다. 2009년 7월 경 그 해에만 120만 개의 일자리가 증발했고 이는 프랑스와 이탈리아의 일자리 수 감소치를 합친 것과 맞먹는 수준이었다. 스페인의 실직률은 3월 말 17.4% 비율에 오르며 지난 달의 두 배가 되었고 2백만 명 정도가 직업을 잃었다. 중대형 사무 건물과 부동산 업계는 급격하게 그 일자리를 잃었다. 동월 스페인 역사상 처음으로 4백만 명이 넘는 사람들이 구직자 신세로 전락한다. 특별히 실직률의 지표와 정보를 가늠하는 충격적인 국가의 상황으로 보도된다. 급격하게 줄어들긴 했지만 이민자의 수도 실직률이 급증함에도 불구하고 지속되어 상황이 더욱 악화되었다. 2009년에는 이민자들 중 본국의 상황이 더욱 나빠 떠나지 않는 사람들이 대다수이긴 했으나 일부 이민자들이 스페인을 떠나기 시작했다.
일부 비평가들은 스페인 노동 시장이 지나치게 유동성이 떨어져 있어 생산성이 없는 직원들을 고용주가 해고하면 상부의 질타가 있고 한편으로 새로운 직원을 고용하는 데에 따른 위험요소도 고용주들이 체감하는 폭이 크다고 지적한다.

## 같이 보기
- 스페인의 관광
- 스페인의 경제사